# Tiuiamunita
La tiuiamunita o tyuyamunita és un mineral radioactiu de la classe dels òxids, que pertany al grup de la carnotita. Rep el seu nom de Konstantin Avtonomovich Nenadkevich, l'any 1912, després del descobriment del jaciment de Tiuia Muiun, al Vall de Ferganà, Kirguizstan.

## Formació i transformació
Està format per l'erosió de la uraninita, un mineral d'urani, és un mineral hidratat, conté aigua. No obstant això, quan s'exposa a l'atmosfera, perd la seva aigua. Aquest procés canvia tiuiamunita en un mineral diferent conegut com metatiuiamunita Ca(UO₂)₂(VO₄)₂·3-5H₂O.
Als territoris de parla catalana només ha estat trobada a la mina Eureka, situada a la localitat de La Torre de Cabdella (Pallars Jussà, Lleida).